# Perilampus desaii
Perilampus desaii is een vliesvleugelig insect uit de familie Perilampidae. De wetenschappelijke naam is voor het eerst geldig gepubliceerd in 1973 door Mani & Kaul.